# جائزة فرنسا الكبرى 1921
جائزة فرنسا الكبرى 1921 هو سباق فورمولا 1 أقيم بتاريخ 25 يوليو 1921 في لو مان.